# الركة (المخادر)

تعديل مصدري - تعديل

الركة هي إحدى قرى عزلة الشرف بمديرية المخادر التابعة لمحافظة إب، بلغ تعداد سكانها 87 نسمة حسب تعداد اليمن لعام 2004.